# Гусятин (село)
Гуся́тин — село в Україні, у Закупненській селищній громаді Кам'янець-Подільського району Хмельницької області.

## Назва
Назва села Гусятин тісно пов'язана зі селищем Гусятин, так як, ці два поселення до 1772 року були одним цілим. Свою чергу селище Гусятин має декілька гіпотез про походження назви.

## Географія
Подільське село Гусятин розташоване на подільській височині в південно-західній частині України. Розміщене на березі річки Збруч, на іншому боці річки межує з селищем Гусятин.

## Історія
В районі Гусятина виявлені поселення пізнього палеоліту та трипільської культури, 2 ранньослов'янські поселення черняхівської культури. Крім того, поблизу Гусятина знайдено 2 кам'яні слов'янські ідоли. Один з них — унікальна скульптура бога Рода-Святовита.
В історичних документах згадка про Гусятин належить до першої половини XVI століття.
У Гусятині народився керівник селянсько-козацького повстання 1594—1596 рр. Северин Наливайко (? — 1597).
Під час селянсько-козацького повстання 1594—1596 рр. повстанці розгромили замок магнатів Калиновських гербу Калинова і вигнали шляхетський гарнізон. Жителі Гусятина брали участь у повстаннях подільських селян, які відбувалися в період визвольної війни українського народу 1648—1654 рр. За активну допомогу селянсько-козацьким загонам польсько-шляхетські війська в 1649 році вчинили розправу над місцевим населенням.
У 1772 р. містечко було розділене на дві частини: західна частина Гусятина опинилася під владою Австро-Угорської імперії, а східна - під владою Російської імперії.
26 жовтня 1921 р. під час Листопадового рейду в Гусятині зупинялася на відпочинок Подільська група (командувач Михайло Палій-Сидорянський) Армії Української Народної Республіки. Сюди до командувача прибули представники розвідчої роти Павла Сумарокова і подарували йому 3-х коней та зброю із захоплених у Голенищеві. Внаслідок поразки визвольних змагань на початку XX століття, село надовго окуповане російсько-більшовицькими загарбниками.
Радянська окупація принесла колективізацію та розкуркулення, мешканці села зазнали репресій.
В 1932–1933 селяни села пережили сталінський голодомор.
Місцева артіль була учасником довоєнних Всесоюзних сільськогосподарських виставок. Указом Президії Верховної Ради СРСР від 20 лютого 1940 року артіль нагороджено орденом. По закінченню Другої світової війни у 1946—1947 роках мешканці села вчергове пережили голод.
У 1970-х селі Гусятин знаходилася центральна садиба колгоспу, який обробляв 2,1 тис. га орної землі, вирощував зернові та цукрові буряки, розводив велику рогату худобу, свиней, птицю.
З 24 серпня 1991 року село Гусятин в складі незалежної України.
13 жовтня 2013 року митрополит Антоній ПЦУ у співслужінні священиків Чемеровецького та Ярмолинецького благочинь звершив освячення храму на честь Пантелеймона в селі Гусятин.
12 червня 2020 року шляхом об'єднання сільських рад, село увійшло до складу Закупненської селищної громади, до цього органом місцевого самоврядування була Гусятинська сільська рада.
17 липня 2020 року, в результаті адміністративно-територіальної реформи та ліквідації Чемеровецького району, село увійшло до складу Кам'янець-Подільського району.

## Населення
1971 року кількість населення села становила 1655 осіб.
Населення становить 1311 осіб станом на 2001 рік.

## Релігія
- Церква Святих Косми і Даміана (ПЦУ)
- Церква Святого Великомученика і Цілителя Пантелеймона (ПЦУ)

## Пам'ятки природи
Гусятин лежить у межах національного природного парку «Подільські Товтри». Межує з горами Медобори  — унікальною геолого-ботанічною пам'яткою природи державного значення.

## Уродженці
- Ткач Борис Іванович (1935—2010) — радянський воєначальник, генерал-лейтенант, у 1980—1982 роки — командувач 40-ї армії в Демократичній Республіці Афганістан.
- Пасовський Леонід Захарович — член Української Центральної Ради, представник Української трудової партії, краєзнавець, священик.
- Мацидонський Федір Гнатович — український радянський діяч, голова Чернівецького облвиконкому.

## Світлини

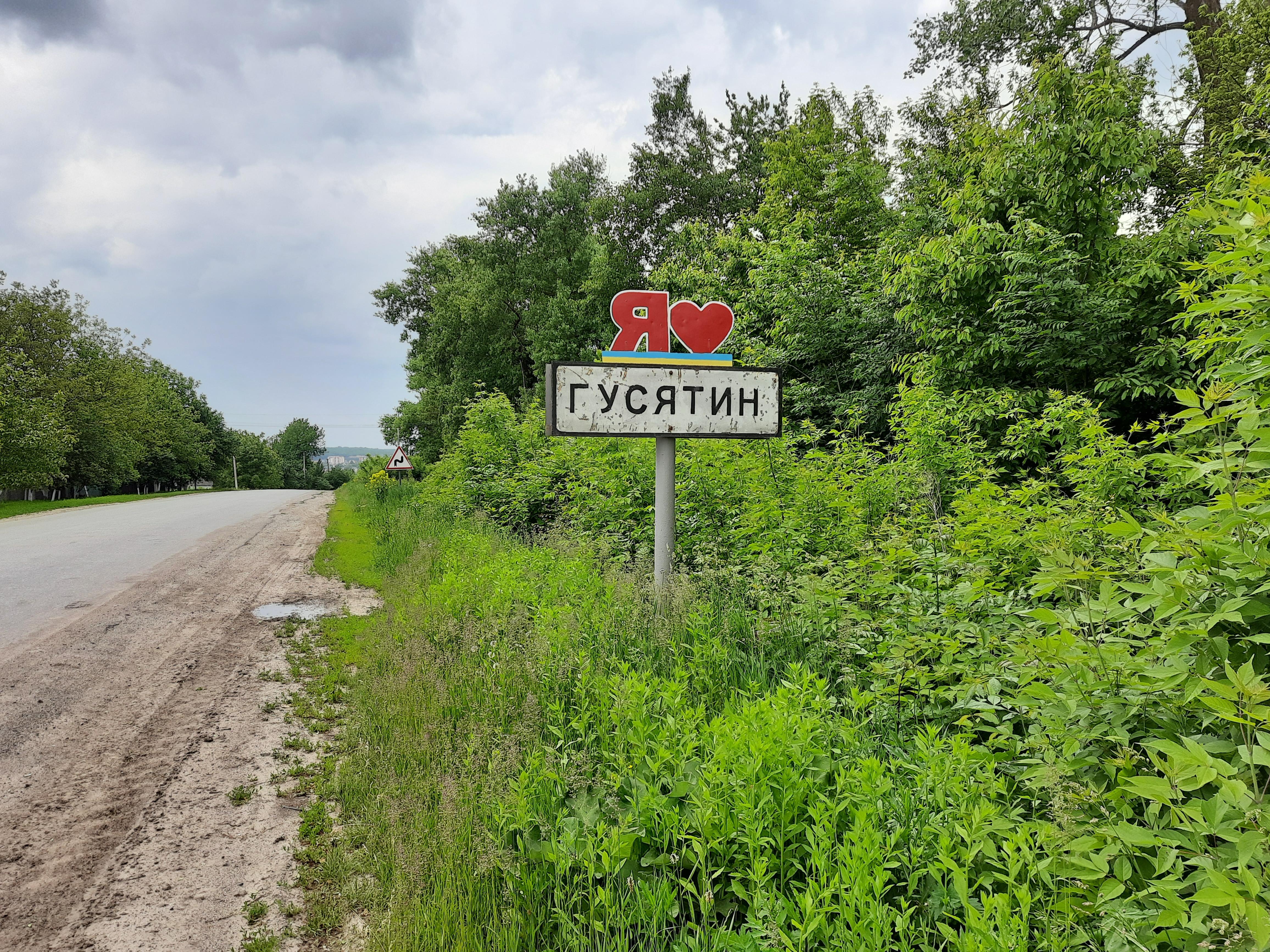
В'їзд у село
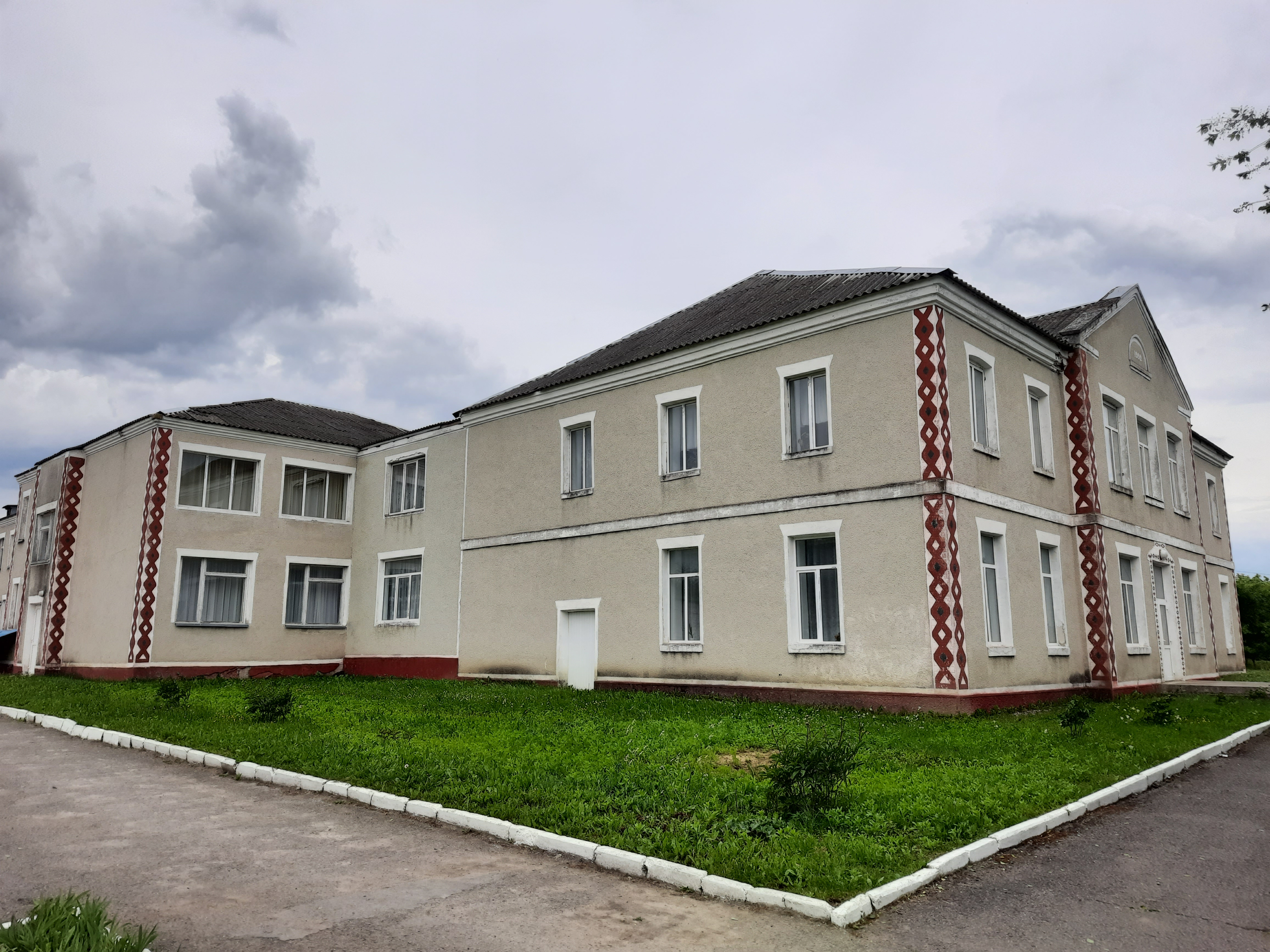
Школа
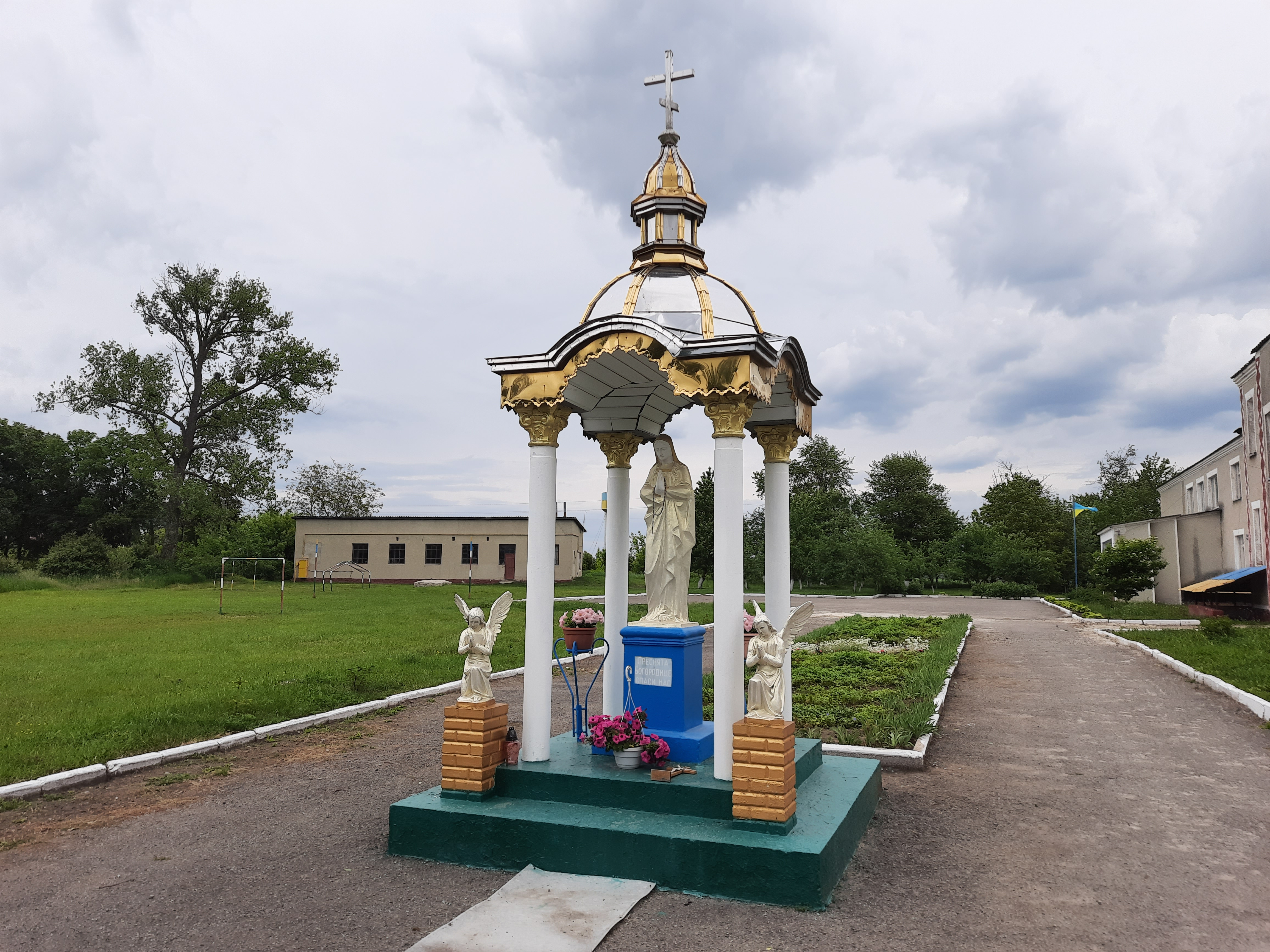
Статуя Божої Матері
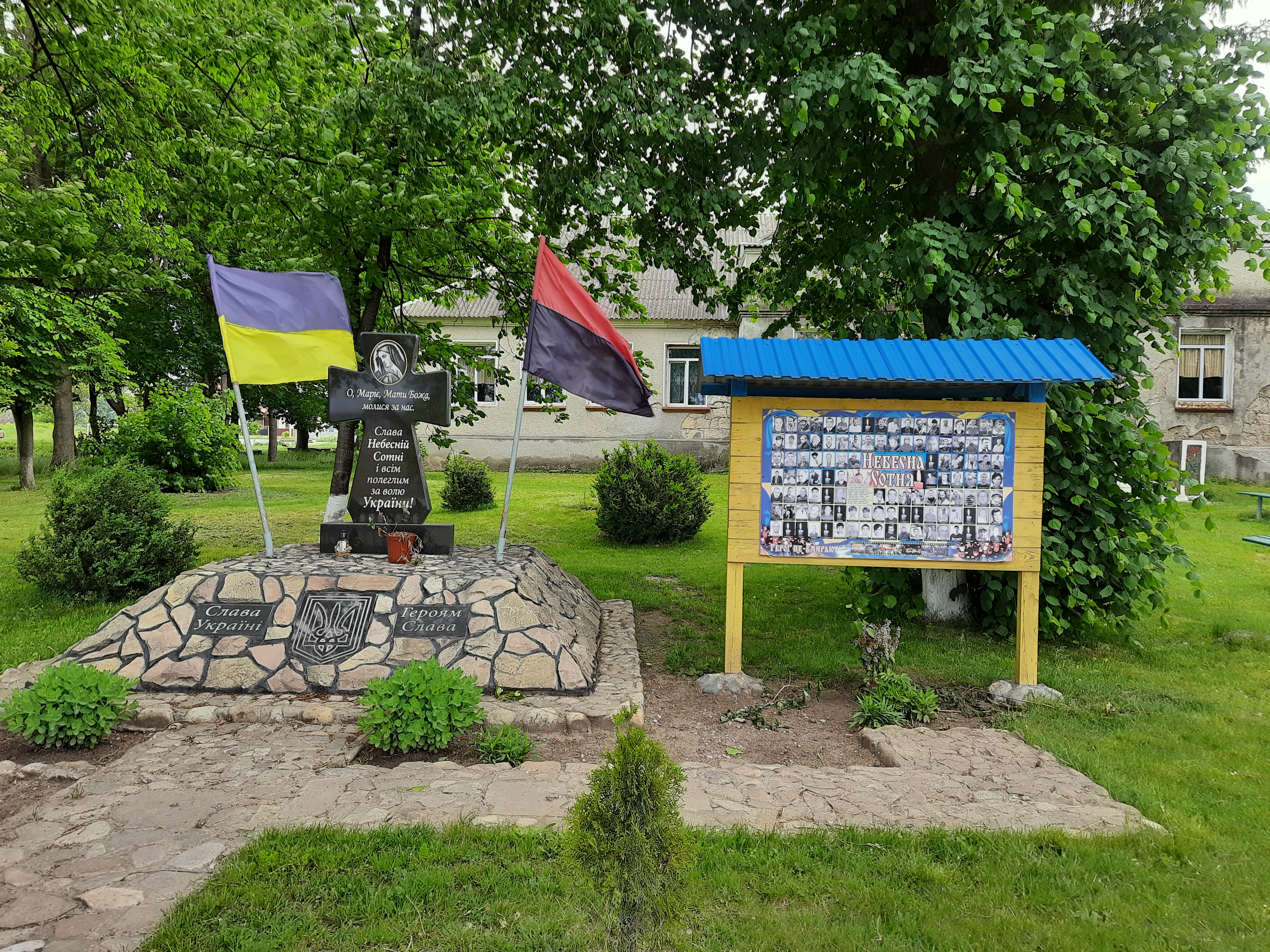
Пам'ятний знак захисникам України
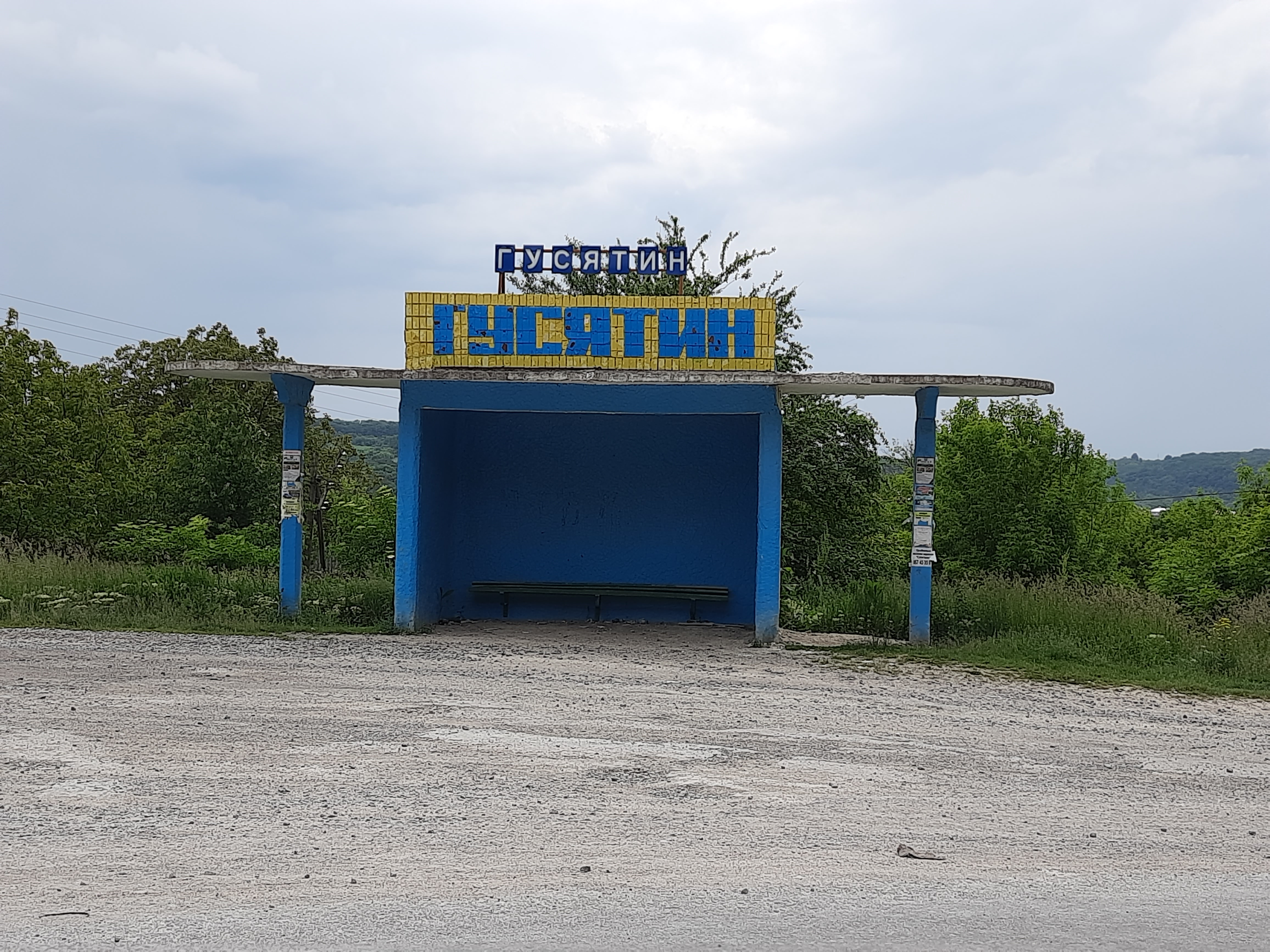
Автобусна зупинка